# 心血管內科
心血管內科（cardiovascular medicine）或心臟病學（cardiology），旧称或简称心臟內科（medical cardiology）、心内科、心臟學、心臟科，為醫學上專門研究心臟及血管疾病的學門。心臟病學包括先天性心臟病、冠狀動脈疾病、心臟衰竭、心臟瓣膜病的诊断及治療，也包括心臟相關的电生理学。
心臟內科醫師（cardiologist）是專門診斷心臟相關問題的內科醫師。兒科心臟醫師（pediatric cardiologist）是指兒科中專門研究心臟學的醫師，主要特殊領域是先天性心臟病。心血管外科醫師（cardiovascular surgeon）是指專門進行心臟相關手術的外科醫師。
雖然心臟和血液有密切關係，不過心臟病學和血液學及其相關疾病比較無關。血液學中比較會影響到心臟機能的有血液測試（电解质不平衡、肌钙蛋白問題）、血液溶氧量不足（贫血、血容量減少）及凝血功能障礙等。

## 外部連結
- European Society of Cardiology （页面存档备份，存于）
- U.S. National Institute of Health (NIH) （页面存档备份，存于）
- American College of Cardiology （页面存档备份，存于）
- American Heart Association （页面存档备份，存于）
- National Heart Foundation Australia
- Coronary heart disease
- Cardiovascular Physiology （页面存档备份，存于） - comprehensive explanation of basic concepts in cardiology.